# غاييغوس دي سوبرينوس
بلدية غاييغوس دي سوبرينوس (بالإسبانية: Gallegos de Sobrinos) هي بلدية تقع في مقاطعة آبلة التابعة لمنطقة قشتالة وليون وسط إسبانيا.

## الديموغرافيا
يبلغ عدد سكان بلدية غاييغوس دي سوبرينوس 70 نسمة عام 2011 (وفقاً للمعهد الوطني للإحصاء الإسباني).
| 114 | 108 | 101 | 92 | 85 | 81 | 70 |